# ハッラー

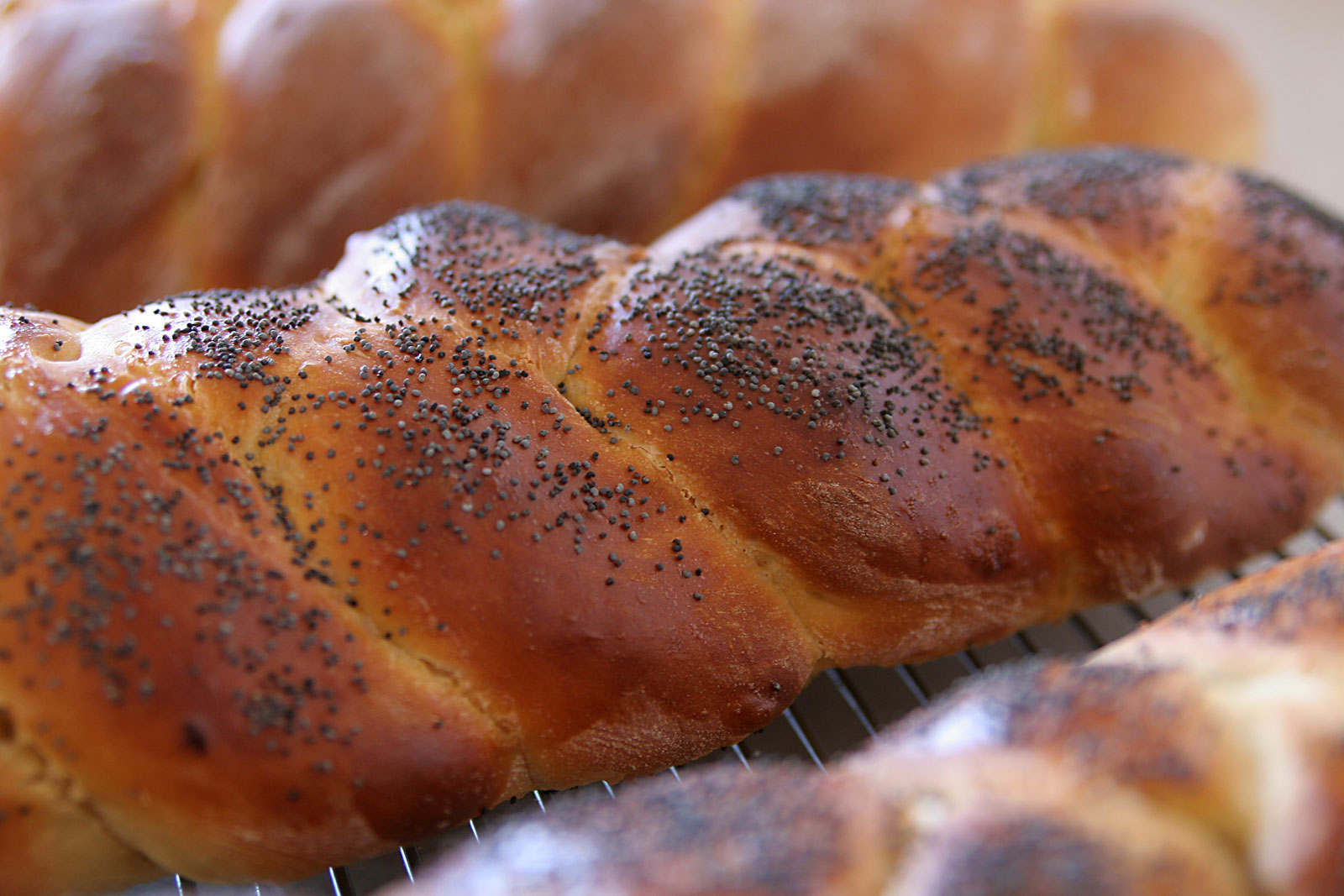
ポーランドのハウカ（chałka）

ハッラー（ヘブライ語: חַלָּה, hallah, challah）は、ユダヤ教徒が安息日やユダヤ教の祝祭日に食べるパン。ハーラとも。ロシアにはハーラ хала というパンがある。

## セファルディムとミズラヒムのハッラー
イラクやイラン系ユダヤ教徒のハッラーは、日常的に食べるパンと同じ生地で、大きさや形だけを変えたものである。モロッコ系セファルディムのハッラーは卵、砂糖、油脂、胡麻、アニスなどが入る。

## アシュケナジムのハッラー
今日では、縄編み状の白パンが最も一般的である。練った生地を3～12等分してひも状にのばし、焼く前に一つに編む。焼いた後に金色の色を出すために、成形して二次発酵させてから溶き卵を刷毛で塗り、ケシの種やゴマをふりかけてから焼く。生地は、今日では卵、砂糖、植物油またはバターをたっぷり使って作られるが、昔は卵や砂糖は高価だったため、入手困難な地域では入れられないことも多かった。また、安息日の1番目と2番目の食事に肉を食べることが多いため、バターや畜乳は入れないのが普通であった。18世紀、中欧・東欧で縄編み状のパンが流行したときからこの形になったらしい。ドイツやスイスのキリスト教徒の間では、ツォップフという三つ編みにした白パンを安息日に食べる習慣がある。
ケシやゴマは、ユダヤ人の祖先がエジプトを脱出して砂漠を放浪していた時代に神が与え賜うたマナを表しているとされる。
かつては冠や鳥などの宗教的シンボルをかたどった多様な形のハッラーが存在したが、その多くがホロコーストや共産政権下の宗教弾圧の影響で作られなくなった。
アメリカ合衆国では、1960年代ごろから、健康指向を反映して全粒粉を混ぜたハッラーも作られている。また、ユダヤ教徒の中でヴェジタリアンが増加したため、バターなど乳製品の入ったハッラーも作られるようになった。しかし、肉の入った食品と乳製品を誤って一緒に食べることがないように、乳製品の入ったパンと乳製品の入らないパンの区別は簡単につかなくてはならないという伝統的な決まりがあるため、ユダヤ教の習慣を固く守る家庭ではあまり乳製品の入ったハッラーは食べられない。